# غوس لوسون
غوس لوسون (بالإنجليزية: Gus Lawson)‏ هو دراج أمريكي، ولد في 3 أبريل 1882 في نورشوبينغ في السويد، وتوفي في 13 سبتمبر 1913 في كولونيا في ألمانيا.